# Пуйастрюк
Пуйастрю́к (фр. Pouyastruc, окс. Pojastruc) — коммуна во Франции, находится в регионе Юг — Пиренеи. Департамент — Верхние Пиренеи. Административный центр кантона Пуйастрюк. Округ коммуны — Тарб.
Код INSEE коммуны — 65369.

## География

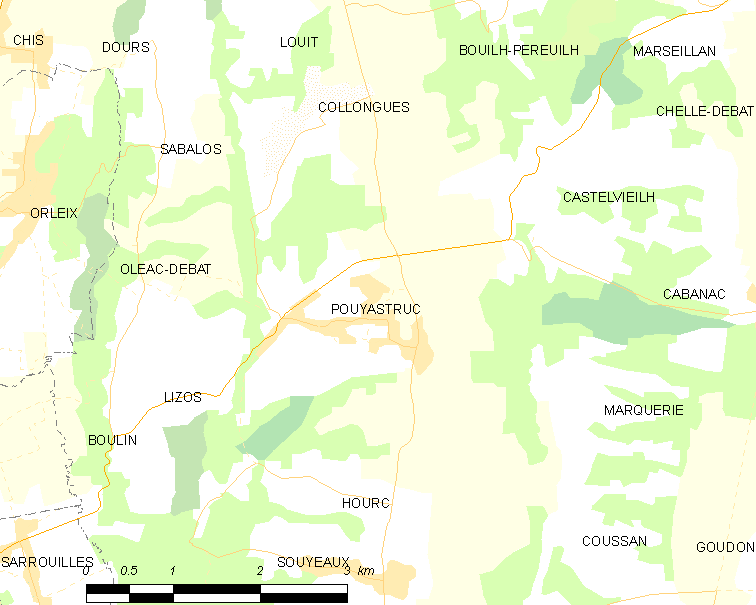
Карта коммуны

Коммуна расположена приблизительно в 650 км к югу от Парижа, в 110 км западнее Тулузы, в 10 км к северо-востоку от Тарба.
Коммуна расположена в местности Бигорр.

## Климат
Климат умеренно-океанический с солнечной тёплой погодой и обильными осадками на протяжении практически всего года.

## Население
Население коммуны на 2010 год составляло 650 человек.
| 1962 | 1968 | 1975 | 1982 | 1990 | 1999 | 2010 |
| ---- | ---- | ---- | ---- | ---- | ---- | ---- |
| 294  | 348  | 357  | 494  | 544  | 537  | 650  |

## Администрация
| Период | Период | Фамилия             | Партия                  | Примечания |
| ------ | ------ | ------------------- | ----------------------- | ---------- |
| 2001   | 2008   | Жан-Клод Виллакампа |                         |            |
| 2008   | 2014   | Ролан Кусте         | Социалистическая партия |            |
| 2014   | 2020   | Серж Деба           |                         |            |

## Экономика
В 2010 году среди 404 человек трудоспособного возраста (15-64 лет) 307 были экономически активными, 97 — неактивными (показатель активности — 76,0 %, в 1999 году было 71,8 %). Из 307 активных жителей работали 296 человек (160 мужчин и 136 женщин), безработных было 11 (4 мужчины и 7 женщин). Среди 97 неактивных 28 человек были учениками или студентами, 48 — пенсионерами, 21 были неактивными по другим причинам.